# Vallis

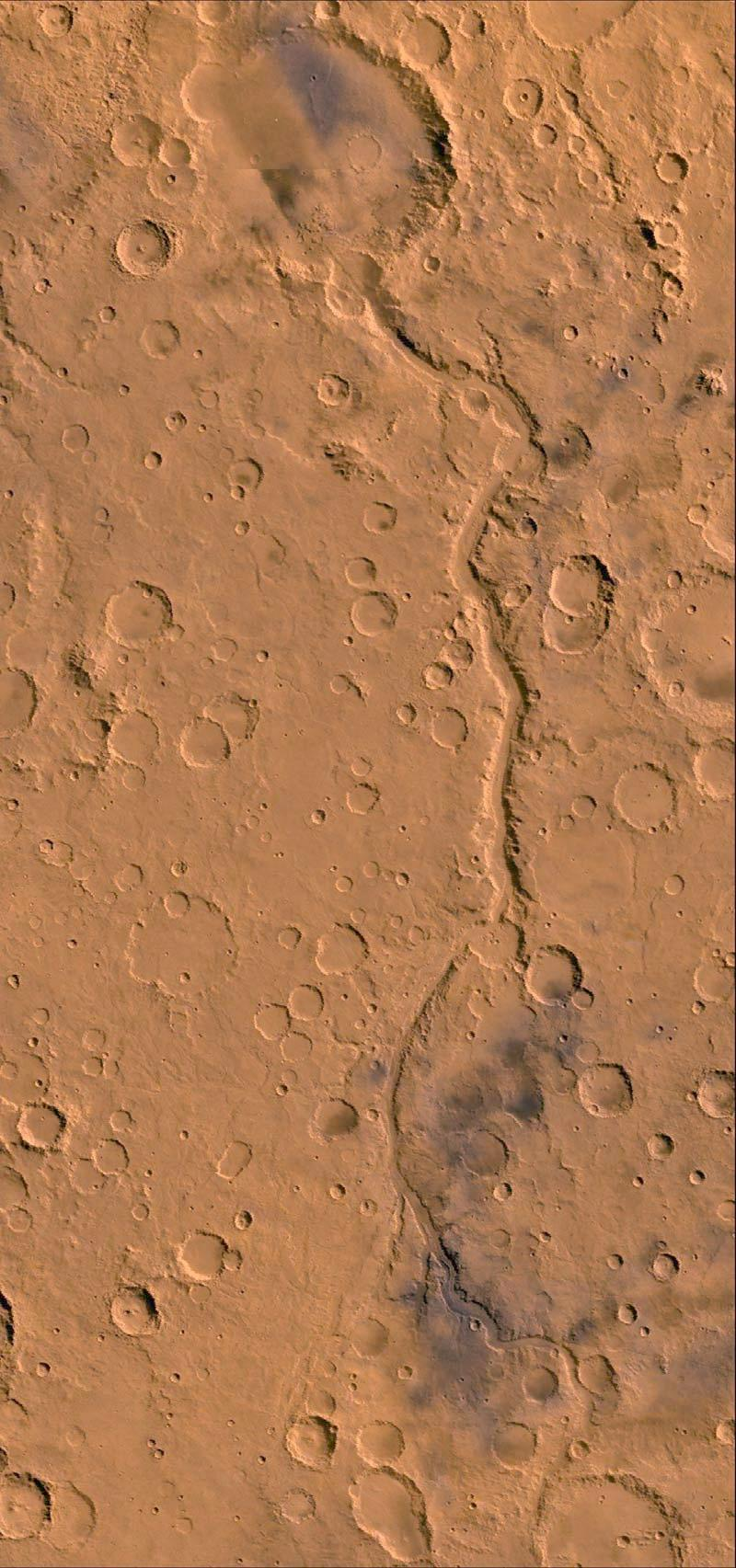
Ma'adim Vallis su Marte

Vallis (plurale: valles) è il termine latino che significa valle.
Il termine è utilizzato in esogeologia per descrivere formazioni geologiche analoghe alle valli terrestri presenti su altri corpi celesti.
Il nome è stato assegnato a formazioni presenti sulla Luna, Mercurio, Venere e Marte, sul satellite di Giove Io e sul satellite di Urano Ariel.

## Origine
Il termine venne usato inizialmente per indicare le antiche valli fluviali scoperte dalle prime sonde spaziali inviate su Marte. Le osservazioni delle sonde del Programma Viking, che fecero scoprire la presenza di enormi avvallamenti riconducibili alla presenza di antichi fiumi, portarono a cambiare le nostre idee sulla possibile presenza di acqua sul pianeta rosso. Le immagini mostravano evidenze di inondazioni che avevano rotto dighe naturali, scavato profonde valli, incidendo il substrato roccioso per lunghezze anche di migliaia di chilometri.
Alcune valli marziane, come Mangala Vallis, Athabasca Valles, Granicus Vallis e Tinjar Valles, hanno un chiaro inizio da un avvallamento tettonico noto come graben. Altri canali di efflusso si originano in depressioni riempite di pietrisco, chiamate chaos. È stato proposto che ci fossero imponenti quantitativi di acqua intrappolati sotto pressione al di sotto di uno spesso strato di criosfera; l'acqua sarebbe poi stata liberata improvvisamente, probabilmente in seguito alla rottura della criosfera conseguente alla formazione di una faglia.

## Su Marte
Il termine trova applicazione, su Marte, anche nel caso delle Valles Marineris, un gigantesco sistema di canyon che raggiungono complessivamente i 4000 km di lunghezza, i 200 km di larghezza ed una profondità fino a 7 km; in generale, comunque, la denominazione vallis rimane valida anche nel caso di formazioni geologiche poco pronunciate (ad esempio le Simud Valles, nella regione marziana di Xanthe Terra).
Alle valli marziane di dimensioni maggiori sono stati attribuiti nomi che corrispondono al nome del Pianeta Rosso nelle diverse lingue: è il caso di Ares (greco), Al-Qahira (arabo, indonesiano e malese), Auqakuh (lingua inca), Bahram (persiano), Hrad (armeno), Hor Desher (egiziano), Kasei (giapponese), Maja (nepalese), Mangala (sanscrito), Mawrth (gallese), Ma'adim (ebraico), Nirgal (babilonese). Altre valli marziane portano i nomi di fiumi terrestri.